# Ватаманово (Костромская область)
Ватаманово — упразднённая деревня в Антроповском районе Костромской области России. На момент упразднения входила в состав Понизовского сельсовета.

## География
Урочище находится в центральной части Костромской области, в подзоне южной тайги, к северу от реки Шуи, к югу от автодороги 34Н-44, на расстоянии приблизительно 10 километров (по прямой) к юго-востоку от посёлка Антропово, административного центра района. Абсолютная высота — 169 метров над уровнем моря.

### Климат
Климат характеризуется как умеренно континентальный, с продолжительной холодной многоснежной зимой и коротким сравнительно тёплым летом. Среднегодовая температура воздуха — 2,5 °C. Средняя температура воздуха самого холодного месяца (января) — −12,6 °C (абсолютный минимум — −38 °C); самого тёплого месяца (июля) — 18,2 °C (абсолютный максимум — 36 °С). Годовое количество атмосферных осадков — 500—550 мм, из которых большая часть выпадает в тёплый период.

## История
В «Списке населенных мест Костромской губернии по сведениям 1870-72 годов» населённый пункт упомянут как деревня Галичского уезда, расположенная при колодцах, в 45 верстах от уездного города. В Ватаманове числилось 17 дворов и проживало 110 человек (47 мужчин и 63 женщины).
В 1907 году в деревне, являвшейся центром Ватамоновской волости, имелось 30 дворов и проживало 193 человека.
В 1926 году деревня входила в состав Мохначевского сельсовета Курковской волости, числилось 38 дворов и 186 жителей. По состоянию на 1 января 1981 года входила в состав Понизовского сельсовета. Исключена из учётных данных в июне 1997 году как фактически несуществующая.